# SCN
A Satellite Catalog Number (más néven NORAD (North American Aerospace Defense) Catalog Number, NORAD ID, NASA katalógusszám, USSPACECOM objektumszám vagy egyszerűen katalógusszám és hasonló változatok) egy szekvenciális, öt számjegyű szám, amit az USSTRATCOM (United States Strategic Command) oszt ki, hogy minden olyan mesterséges objektumnak, mely a Föld körül kering, vagy olyan űrszondának, melyet a Földről lőttek ki, legyen egyedi azonosítója. A katalógus első eleme, 00001 számmal a Szputnyik I hordozórakétája, míg a Szputnyik–1 katalógusszáma 00002.
A sikertelenül pályára állított vagy rövid ideig pályára került tárgyak nem kerülnek be a listába. A katalógusba a legalább 10 cm átmérőjű tárgyak kerülnek be. 2018. június 23-ig a katalógusba 44 336 tárgy került be, melyek között 8558 olyan űrrakéta van, melyeket 1957 óta lőttek fel. 17 480 pályáját aktívan követik, miközben 1335 objektumot elvesztettek. Az ESA becslése szerint mintegy 34 000 olyan tárgy keringhet az űrben, melyet méretéből fakadóan az USSTRATCOM képes lekövetni.
A véglegesen, a katalógusba felvett tárgyak 1 és 69999 között kapnak számot. Az elképzelések szerint 2020-ban átváltanak 9 számjegyű katalógus objektumokra.
A USSTRATCOM a katalógust a space-track.org webhelyen keresztül teszi elérhetővé.

## Története
Kezdetben a katalógust a NORAD vezette, de 1985 elejétől átkerült az USSPACECOM-hoz, és azóta ők észlelik, követik, azonosítják azokat, a Föld pályáján lévő tárgyakat, melyeket ember készített. 2002-ben az USSPACECOM-ot összevonták a USSTRATCOM-mal.

## Lásd még
- NSSDC ID, más néven COSPAR ID
- Űrszemét

## Külső hivatkozások
- The catalog: Space-Track.org
- CelesTrak Satellite Catalog (a Space-Track.org katalógusának részleges másolata)